# FC Bayern München II
Az FC Bayern München II (2005-ig Bayern München Amatőr) a Bayern München második számú labdarúgócsapata, melyet 1900-ban alapítottak. A csapat képviseli az utolsó lépcsőfokot a Bayern München utánpótlás játékosai számára az első számú csapat előtt, és általában a 18 és 23 év közötti ígéretes fiatalok játszanak együtt számos veterán játékossal, ahol tapasztalatot szerezhetnek. A 2018–19-es szezonban megnyerték a bajorországi Regionalligát, így a 2018–19-es szezonra feljutottak a német harmadosztályba.

## Történelem
Az FC Bayern München sportegyesületének második számú labdarúgócsapatát 1900-ban alapították. Miután az egyesületnél beköszöntött a profizmus korszaka, a második számú csapat felvette a Bayern München Amatőr nevet, és amatőrcsapatként működött tovább, ahonnan az utánpótlás csapatokat megjárva gyakran kerültek fel labdarúgók az első számú csapatba.
Jelentős fejlődés az amatőrcsapat és az amatőr labdarúgás számára a dél-bajor amatőr bajnokság (harmadosztály) indulása volt, amiben az 1957–1958-as és 1960–1961-es szezon során második helyezést ért el a csapat, majd a csapatok számának csökkentése miatt az 1962–1963-as szezonban elért 14. helyezéssel kiestek a negyedosztályt alkotó dél-bajor megyei bajnokságba. Az 1966–1967-es szezonban elért első helyezéssel jutottak fel az ekkor már Bayernliga néven működő harmadosztályba. Az 1970–1971-es idény során ismét kiestek a dél-bajor megyei bajnokságba, de az 1972–1973-as szezonban elért első helyezéssel ismét feljutottak a Bayernligába.
A harmadosztályban hullámzó teljesítménnyel csupán a középmezőnyt erősítette a csapat, viszont részvételi jogot szereztek a német kupába több alkalommal is: az 1974–1975-ös szezonban a VfB Lübeck ellen (1–3) az első fordulóban estek ki, az 1976–1977-es szezon során a legjobb 16 közé jutottak be az SSV 1911 Dillenburg (3–1), az Sportfreunde Salzgitter (2–1) és a VfB Stuttgart (2–1) csapatait legyőzve, ahol az egyesület első számú labdarúgócsapata, az FC Bayern München ellen szenvedtek 5–3-as vereséget.
Az 1980-as évek során a csapat sikerként élhette meg a Bayernligában elért második helyezést az 1982–1983-as, 1983–1984-es és 1986–1987-es szezonokban, valamint a német amatőr bajnokságban elért második helyezést az 1982–1983-as és 1986–1987-es szezonok során. Az 1982–1983-as szezonban szerepelhettek a német kupa sorozatában, és a második fordulóig jutottak az SV Werder Bremen II legyőzésével (5–3), ahol a müncheni rivális TSV 1860 München profi csapatával szemben maradtak alul 0–1 arányba, illetve az 1984–1985-ös szezonban az első fordulóban estek ki az SG Wattenscheid 09 ellen 3–5-ös vereséget szenvedve.
Az 1994–1995-ös szezontól a Beyernliga helyét átveszi a Regionalliga, melynek déli csoportjában (Regionalliga Süd) szerepel a csapat. Ez időben nagy sikereket értek el hiszen egymást követő három szezonban szerepeltek a német kupa küzdelmeiben: az 1993–1994-es szezonban a legjobb 16 közé jutottak be az FC Hamburg (2–1 h.u.), az SV Darmstadt 98 (2–1 h.u.) és az 1. FC Köln (0–0, ti. 5–4) csapatok legyőzésével, ahol a Tennis Borussia Berlin ellen (3–3, ti. 3–4) estek ki; az 1994–1995-ös szezonban a negyeddöntőig jutottak az SV Werder Bremen (2–1), a Chemnitzer FC (2–2, ti. 4–1) és a VfB Stuttgart (2–2, ti. 7–6) csapatatokat legyőzve, ahol a VfL Wolfsburg ellen (1–2) estek ki; az 1995–1996-os szezonban az első körben az SV Werder Bremen ellen (0–1) estek ki.
Az ezredfordulónak egy fiatal csapattal vágtak neki, soraikban Philipp Lahmmal és Bastian Schweinsteigerrel. A 2001–2002-es szezonban meg is nyerték a bajor kupát. A 2002–2003-as szezonban ismét indulhattak a német kupában, ahol az első fordulóban kiestek az FC Schalke 04 ellen szenvedve 1–2-es vereséget. Megújuló kerettel a 2003–2004-es idényben a Regionalliga Südben első helyezést értek el, de nem kaphattak indulási jogot a másodosztályba. A 2004–2005-ös szezon során szerepelt a csapat a német kupában utoljára, mivel a 2008-as rendelet szerint a sportegyesület második számú csapataként már nem vehetnek részt a német kupa küzdelmeiben. Az idény során a német kupában a negyeddöntőig jutottak a Borussia Mönchengladbach (1–1, ti. 6–5), az Alemannia Aachen (2–1) és az Eintracht Braunschweig (3–2) csapatait legyőzve, ahol az SV Werder Bremen ellen szenvedtek 0–3 arányban vereséget. 2005-ben a csapat felvette az FC Bayern München II nevet.
A 2008–2009-es szezontól megalapult a 3. Liga (harmadosztály), amely a Regionalliga helyét veszi át. A 2010–2011-es szezonban kiestek a negyedosztályt képző Regionalliga Südbe, ami a 2012–2013-as szezontól felveszi a Regionalliga Bayern nevet. A 2012–2013-as szezonban a második helyezést érnek el. A 2013–2014-es szezon során megnyerik a Regionalliga Bayernt, de a Regionalliga West győztes SC Fortuna Köln elleni rájátszás második mérkőzés utolsó percében kapott góllal nem nyerték el a feljutás jogát a harmadosztályba. A 2014–2015-ös szezonban ismét a második helyen végeztek.

## Stadion
Az FC Bayern München II a Stadion an der Grünwalder Straße-ban játszik, amely az első csapat stadionja volt az Olympiastadion 1972-es átadásáig. Ami közös a többi német második számú klubbal, hogy a mérkőzésenkénti látogatottság gyakran kevesebb 1000 nézőnél, és többnyire akkor van érdeklődés, ha az első csapat idegenben játszik.

## Keret
2023. január 9. szerint
| #  |     | Poszt | Név                |
| -- | --- | ----- | ------------------ |
| 1  | GER | K     | Lukas Schneller    |
| 12 | GER | K     | Manuel Kainz       |
| 18 | GER | K     | Johannes Schenk    |
| 33 | GER | K     | Jakob Mayer        |
| 42 | GER | K     | Tom Ritzy Hülsmann |
| 49 | GER | K     | Benjamin Ballis    |
| 2  | GER | V     | Angelo Brückner    |
| 3  | GER | V     | David Herold       |
| 4  | SCO | V     | Liam Morrison      |
| 5  | CRO | V     | Gabriel Marušić    |
| 15 | GER | V     | Justin Janitzek    |
| 20 | CRO | V     | Antonio Tikvić     |
| 25 | GER | V     | Roman Reinelt      |
| 26 | GER | V     | Mamin Sanyang      |
| 27 | GER | V     | Jonas Kehl         |
|    | BIH | V     | Nick Salihamidžić  |
|    | GER | V     | Max Scholze        |
| 6  | TUR | KP    | Eyüp Aydin         |
| 8  | KOR | KP    | I Hjoncsu          |
| 10 | GER | KP    | Timo Kern          |

| #  |     | Poszt | Név                  |
| -- | --- | ----- | -------------------- |
| 11 | GER | KP    | Jahn Herrmann        |
| 13 | GER | KP    | Arijon Ibrahimović   |
| 14 | KOS | KP    | Behar Neziri         |
| 16 | GER | KP    | Luca Denk            |
| 17 | ALG | KP    | Younes Aitamer       |
| 21 | JPN | KP    | Taichi Fukui         |
| 23 | CRO | KP    | Lovro Zvonarek       |
| 24 | GER | KP    | Leon Fust            |
| 28 | GER | KP    | Moritz Mosandl       |
| 29 | GER | KP    | Frans Krätzig        |
| 31 | GER | KP    | Paul Wanner          |
| 45 | SCO | KP    | Barry Hepburn        |
|    | TUR | KP    | Emirhan Demircan     |
|    | GER | KP    | Noel Aseko Nkili     |
| 7  | GER | CS    | Yusuf Kabadayı       |
| 9  | GER | CS    | Lucas Copado         |
| 22 | GER | CS    | Grant-Leon Ranos     |
| 34 | BEN | CS    | Désiré Segbé Azankpo |
|    | LUX | CS    | David Jonathans      |

## Edzői stáb
| Holger Seitz           | Vezetőedző   |
| Stefan Buck            | Segédedző    |
| Jaroslav Drobný        | Segédedző    |
| Walter Junghans        | Kapusedző    |
| Jan-Philipp Hestermann | Fitneszedző  |
| Moritz Renker          | Pszichológus |

## Edzők
Az edzők teljes listája 1970 óta:
- Werner Kern (1970–1977)
- Hans-Joachim Greben
- Fritz Bischoff (?–1988)

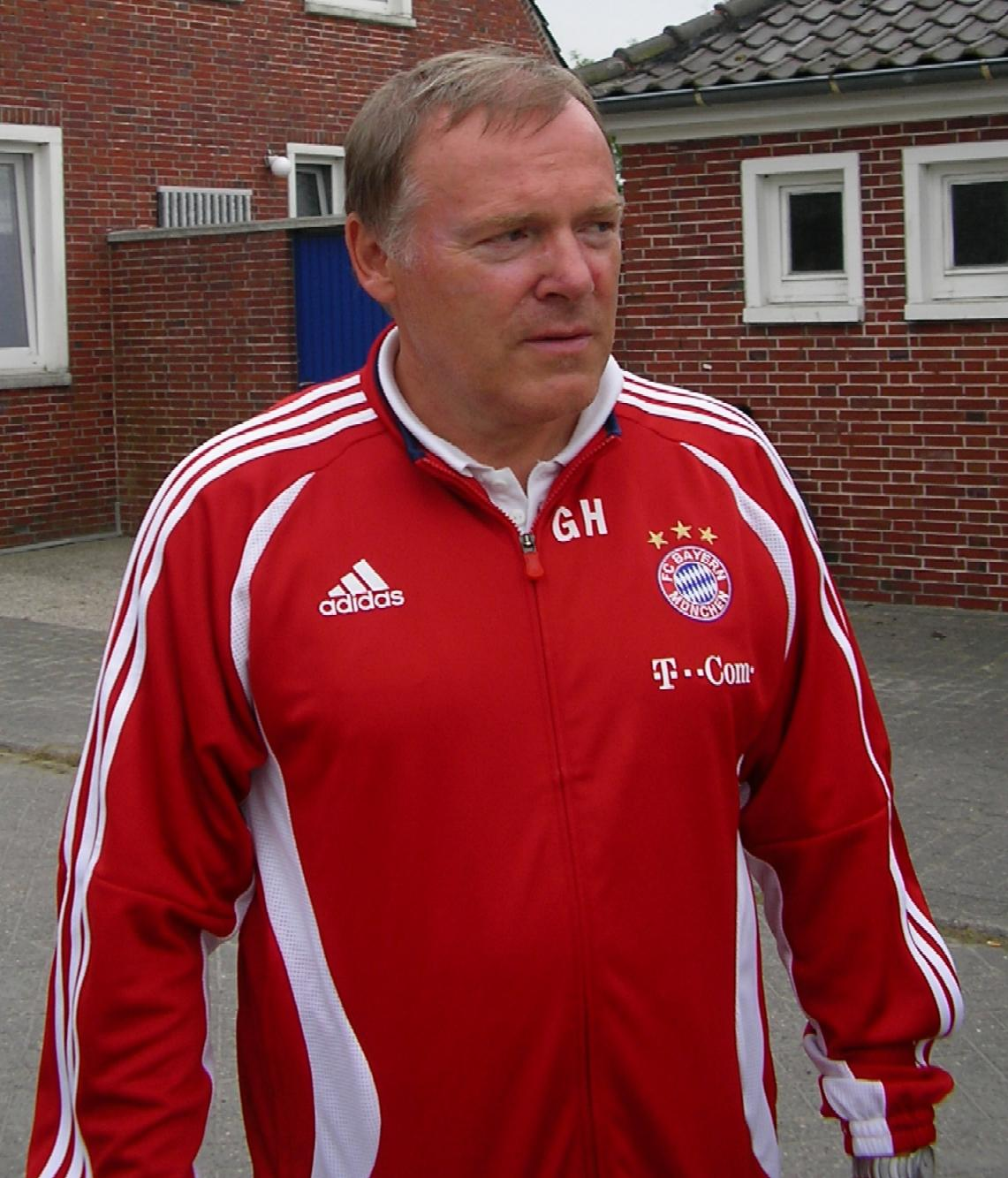
Hermann Gerland háromszor irányította a Bayern München II. csapatát

- Hans-Dieter Schmidt (1988–1990)
- Hermann Gerland (1990–1995)
- Rainer Ulrich (1995–1998)
- Udo Bassemir (1998–2001)
- Hermann Gerland (2001–2009)
- Mehmet Scholl (2009–2010)
- Hermann Gerland(2010–2011)
- Rainer Ulrich (2011)
- Andries Jonker (2011–2012)
- Mehmet Scholl (2012–2013)
- Erik ten Hag (2013–2015)
- Heiko Vogel (2015–2017)
- Tim Walter (2017–2018)
- Holger Seitz (2018–2019)
- Sebastian Hoeneß (2019–2020)
- Holger Seitz (2020–2021)
- Danny Schwarz (2021)
- Martín Demichelis (2021–2022)
- Holger Seitz (2022–)

## Sikerek
A klub sikerei:
- Német amatőr bajnokság

Második (2): 1983, 1987
- Regionalliga Süd (III)

Bajnok (1): 2004
- 3. Liga (III)

Bajnok (1): 2020
- Délbajor amatőr bajnokság (III)

Második (2): 1958, 1961
- Felsőbajor amatőr bajnokság (III)

Második (3): 1983, 1984, 1987
- Felsőbajor amatőr bajnokság másodosztály (IV)

Bajnok (1): 1956
- Landesliga Bayern-Süd (IV)

Bajnok (2): 1967, 1973
- Regionalliga Bayern (IV)

Bajnok (2): 2014, 2019
Második (5): 2013, 2015, 2017, 2018, 2022
- Bajor Kupa

Győztes (1): 2002
- Oberbayern Cup

Győztes (3): 1995, 2001, 2002
- IFA Shield

Győztes (1): 2005

## Szezonok
Az alábbi lista az FC Bayern München II szezonjait tartalmazza 1994 óta.
| Szezon  | Bajnokság           | #   | Helyezés | Kupa          |
| 1994–95 | Regionalliga Süd    | III | 7        | Negyeddüntő   |
| 1995–96 | Regionalliga Süd    | III | 13       | 1. forduló    |
| 1997–97 | Regionalliga Süd    | III | 8        | nem jutott be |
| 1997–98 | Regionalliga Süd    | III | 6        | nem jutott be |
| 1998–99 | Regionalliga Süd    | III | 8        | nem jutott be |
| 1999–00 | Regionalliga Süd    | III | 5        | nem jutott be |
| 2000–01 | Regionalliga Süd    | III | 9        | nem jutott be |
| 2001–02 | Regionalliga Süd    | III | 10       | nem jutott be |
| 2002–03 | Regionalliga Süd    | III | 4        | 1. forduló    |
| 2003–04 | Regionalliga Süd    | III | 1        | nem jutott be |
| 2004–05 | Regionalliga Süd    | III | 6        | Negyeddöntő   |
| 2005–06 | Regionalliga Süd    | III | 11       | nem jutott be |
| 2006–07 | Regionalliga Süd    | III | 8        | nem jutott be |
| 2007–08 | Regionalliga Süd    | III | 8        | nem jutott be |
| 2008–09 | 3. Liga             | III | 5        | —             |
| 2009–10 | 3. Liga             | III | 8        | —             |
| 2010–11 | 3. Liga             | III | 20       | —             |
| 2011–12 | Regionalliga Süd    | IV  | 14       | —             |
| 2012–13 | Regionalliga Bayern | IV  | 2        | —             |
| 2013–14 | Regionalliga Bayern | IV  | 1        | —             |
| 2014–15 | Regionalliga Bayern | IV  | 2        | —             |
| 2015–16 | Regionalliga Bayern | IV  | 6        | —             |
| 2016–17 | Regionalliga Bayern | IV  | 2        | —             |
| 2017–18 | Regionalliga Bayern | IV  | 2        | —             |
| 2018–19 | Regionalliga Bayern | IV  | 1        | —             |
| 2019–20 | 3. Liga             | III | 1        | —             |
| 2020–21 | 3. Liga             | III | 17       | —             |
| 2021–22 | Regionalliga Bayern | IV  | 2        | —             |
| 2022–23 | Regionalliga Bayern | IV  | 3        |               |

## Korábbi játékosok
- Bővebben: Kategória:Az FC Bayern München II labdarúgói

## Lásd még
- FC Bayern München
- Bayern München Junior Csapat
- Bayern München (női csapat)

## Külső hivatkozások
- Hivatalos honlap (Angol)
- Statisztikák a fussballdaten.de-n (Német)
- Klub adatai (Angol)